# 玉浦村
玉浦村（たまうらむら）は、昭和30年（1955年）まで宮城県名取郡にあった村。現在の岩沼市東部にあたる。

## 地理
- 河川：阿武隈川、貞山堀、五間堀川

## 沿革
- 明治22年（1889年）4月1日 - 町村制施行にともない、押分村、下野郷村、寺島村及び早股村の区域をもって、玉浦村が発足する。
- 昭和30年（1955年）4月1日 - 玉浦村、岩沼町及び千貫村が合併し、改めて岩沼町が発足する。

## 行政

### 歴代村長
| 代 | 氏名         | 就任                      | 退任                      | 備考 |
| -- | ------------ | ------------------------- | ------------------------- | ---- |
| 1  | 高橋正路     | 明治22年（1889年）4月23日 | 明治29年（1896年）6月29日 |      |
| 2  | 八巻栄治     | 明治29年（1896年）9月8日  | 明治33年（1900年）2月1日  |      |
| 3  | 庵原弥右ェ門 | 明治33年（1900年）2月15日 | 明治34年（1901年）7月18日 |      |
| 4  | 相原仁右ェ門 | 明治34年（1901年）8月5日  | 明治36年（1903年）2月12日 |      |
| 5  | 八巻虎之輔   | 明治36年（1903年）2月23日 | 明治44年（1911年）3月5日  |      |
| 6  | 鎌田惣八郎   | 明治44年（1911年）4月20日 | 明治45年（1912年）7月12日 |      |
| 7  | 高橋養助     | 明治45年（1912年）7月24日 | 昭和5年（1930年）9月27日  |      |
| 8  | 森勝内       | 昭和8年（1933年）4月4日   | 昭和12年（1937年）4月3日  |      |
| 9  | 高橋忠太郎   | 昭和12年（1937年）4月21日 | 昭和12年（1937年）8月24日 |      |
| 10 | 田村佐膳     | 昭和12年（1937年）9月3日  | 昭和16年（1941年）9月2日  |      |
| 11 | 安久津庄二郎 | 昭和16年（1941年）9月3日  | 昭和21年（1946年）8月23日 |      |
| 12 | 高橋養六     | 昭和22年（1947年）4月9日  | 昭和26年（1951年）4月4日  |      |
| 13 | 沼田平助     | 昭和26年（1951年）4月23日 | 昭和30年（1955年）3月31日 |      |

## 教育
- 玉浦村立玉浦小学校
  - 玉浦村立玉浦小学校相野釜分校
  - 玉浦村立玉浦小学校下野郷分校
  - 玉浦村立玉浦小学校寺島分校
- 玉浦村立玉浦中学校